# Landry N’Guémo
Joël Landry Tsafack N’Guémo (* 28. November 1985 in Yaoundé; † 27. Juni 2024 in Obala) war ein kamerunischer Fußballspieler.

## Karriere

### Vereine
N’Guémo durchlief die Jugendabteilung des AS Nancy, ehe er im August 2005 in der ersten Mannschaft sein Debüt gab. In den Folgejahren konnte er sich in der ersten Mannschaft etablieren. Seit Anfang Juli 2009 war er für ein Jahr an Celtic Glasgow verliehen, dort lief er mit der Rückennummer 6 auf. Celtic besaß darüber hinaus ein Kaufoption für N’Guémo. 2010 kehrte N’Guémo zum AS Nancy zurück, 2011 wechselte er zu Girondins Bordeaux. Im Sommer 2015 wechselte er in die Türkei zum Erstligisten Akhisar Belediyespor. Zur Rückrunde der Saison 2016/17 zog er zum Ligarivalen Kayserispor weiter. Anschließend stand er beim Abha Club unter Vertrag, ehe er von 2019 bis 2020 für Kongsvinger IL in Norwegen spielte und dann seine aktive Karriere beendete. 

### Nationalmannschaft
Der Mittelfeldspieler spielte von 2006 bis 2014 für die kamerunische A-Nationalmannschaft und erzielte in 42 Partien drei Treffer. Mit ihr nahm er 2008 an der Afrikameisterschaft in Ghana teil, bei der sein Team Vizemeister wurde. Bei der Fußball-Afrikameisterschaft 2010 in Angola nahm er ebenfalls für Kamerun teil. Im entscheidenden Gruppenspiel gegen Tunesien erzielte er das Tor zum 2:2.

## Tod
Im Juni 2024 starb N’Guémo in seinem Heimatland bei einem Autounfall im Alter von 38 Jahren.

## Erfolge
- Französischer Ligapokalsieger: 2006
- Französischer Pokalsieger: 2013